# Enrique Castro

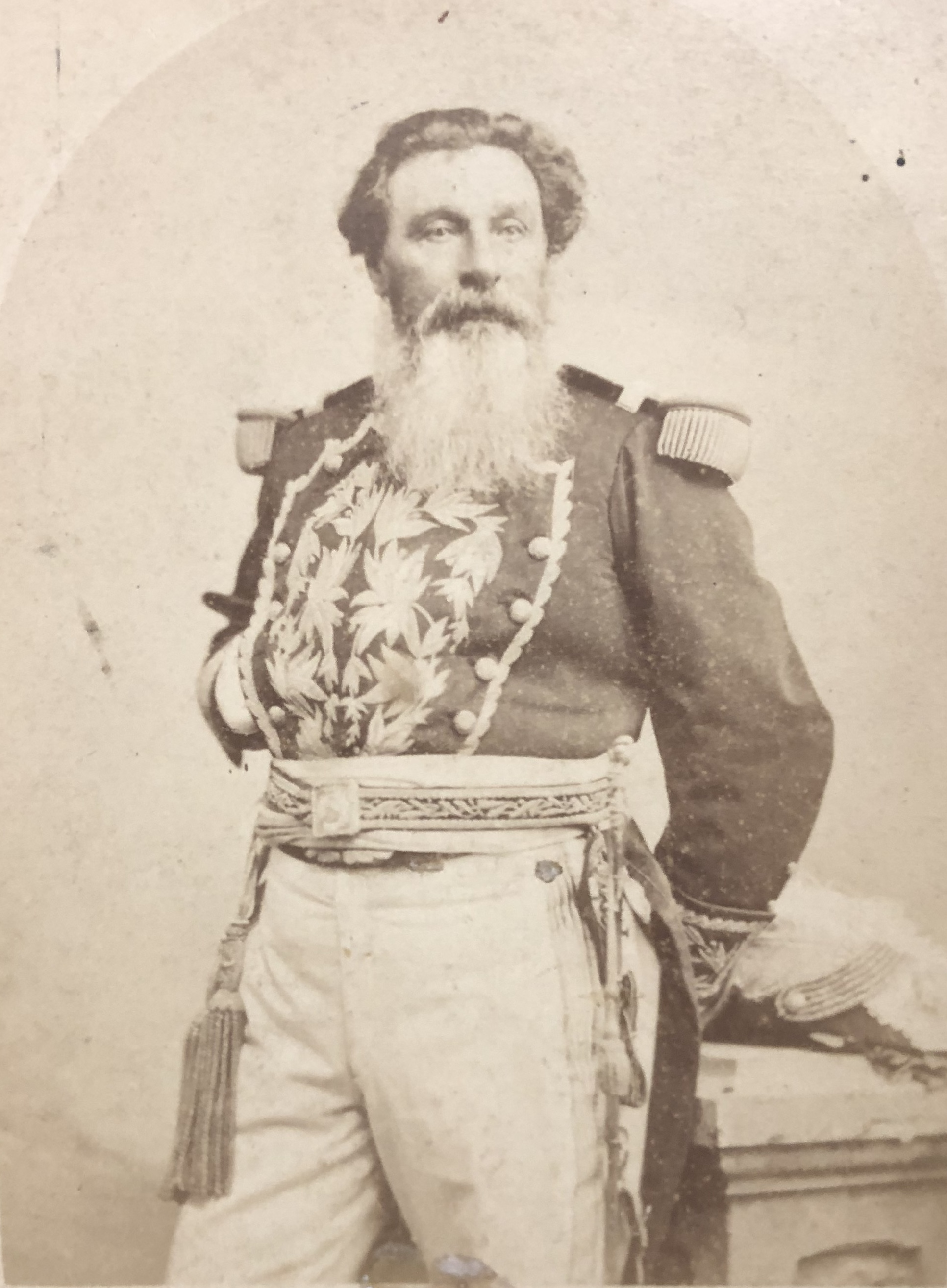
Enrique Castro / Bate & Ca. Montevideo

Enrique Castro (Pintado, 1817 – Montevidéu, 1888) foi um militar uruguaio pertencente ao Partido Colorado.
Aliou-se a Fructuoso Rivera em sua campanha de 1836, onde participa da luta contra a invasião de Pascual Echagüe, e é gravemente ferido.  Em novos combates, em 1846 é ferido novamente, feito prisioneiro do Partido Blanco, é enviado a Entre Ríos, onde luta com as forças de Justo José de Urquiza.
Regressa temporariamente em 1851, durante a campanha de Urquiza contra Manuel Oribe, participa da Batalha de Caseros e em seguida da batalha de Cepeda e da Pavón, alcançando o posto de coronel do exército argentino.
Quando ocorreu o levante de Venancio Flores contra o presiente Bernardo Prudencio Berro, en 1863, invadiu o Uruguai comandando 250 homens, sendo designado chefe do Estado-Maior dos rebelados. Após a vitória, foi nomeado chefe político de Salto, logo em seguida participa da Guerra do Paraguai, sendo promovido a general. Junto com o Barão de Caxias e o argentino Gelly y Obes, foi um dos comandantes da tríplice aliança no final da Guerra do Paraguai.
Designado Comandante Geral da Campanha em 1870, combateu a Revolução das Lanças, encabeçada por Timoteo Aparicio, tendo vencido a Batalha de Manantiales, que acabou com a revolta.
Participa dos preparativos da Revolução do Quebracho, invade o Uruguai em março de 1886, derrotado, retorna à Argentina, regressando quando é formado o gabinete de reconciliação, quando recupera seu posto de general.